# Hogesnelheidslijn Perpignan - Figueres

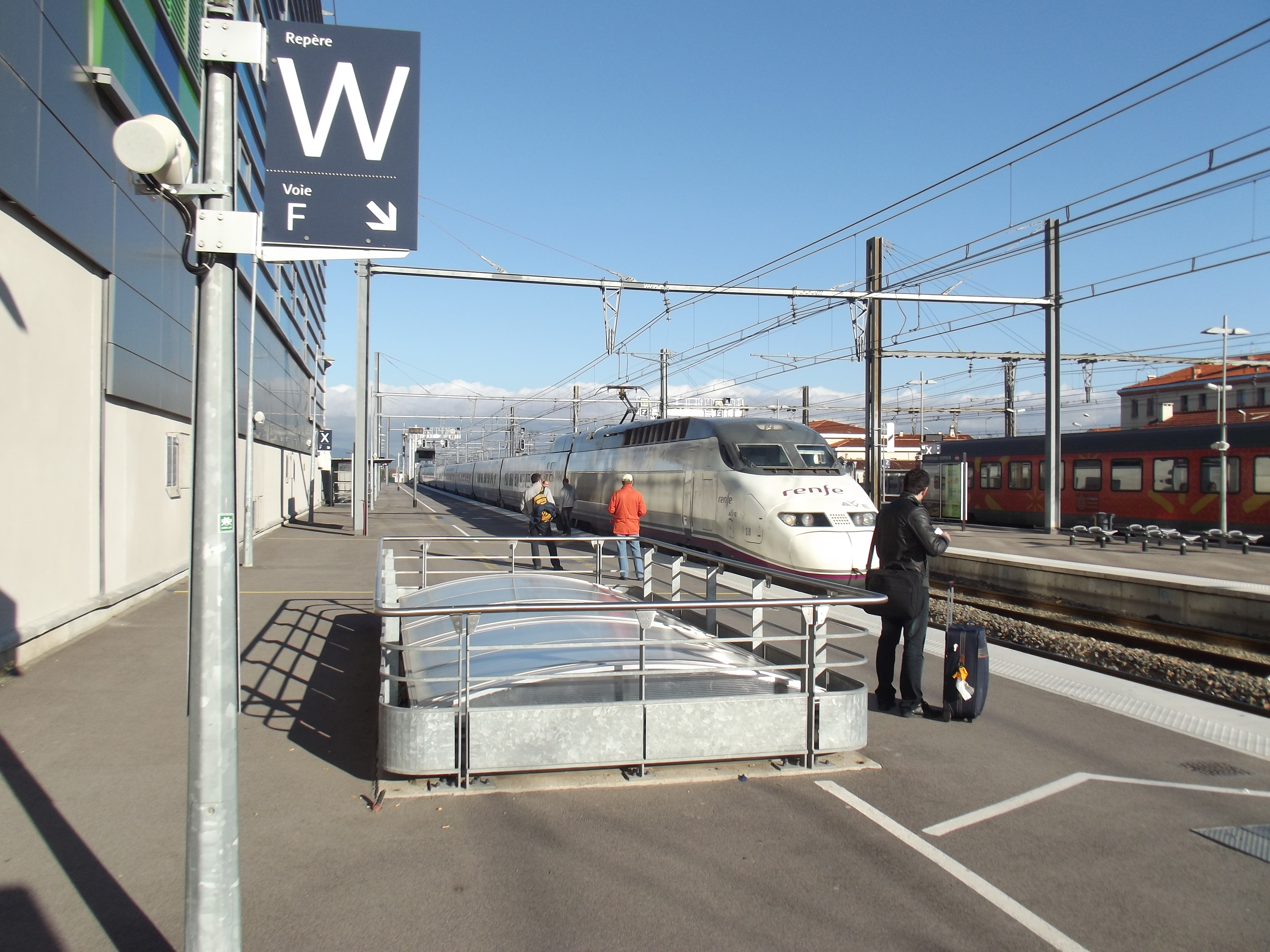
AVE trein Marseille – Madrid in Perpignan, Frankrijk

De hogesnelheidslijn van Perpignan naar Figueras is een gemengde hogesnelheidslijn (d.w.z. geschikt voor passagiers- en goederentreinen) van 44,4 kilometer (waarvan 24,6 km aan de Franse en 19,8 km aan de Spaanse kant) op UIC-normaalspoor, die de Franse stad Perpignan verbindt met de Spaanse stad Figueras. Ze biedt verbindingen met de LGV-lijn Madrid-Barcelona-Figueras aan de Spaanse kant en met het Europese spoorwegnet aan de Franse kant.
De lijn is gebouwd in 2009. De bouw werd uitgevoerd door de joint venture TP Ferro consortium, die subsidies kreeg van Frankrijk, Spanje en de Europese Unie. Naast subsidies voor de aanleg kreeg dit bedrijf ook een exploitatievergunning voor 50 jaar. 
Op 19 december 2010 werd de lijn tot Figueras in gebruik genomen. Door de vertraging bij de afwerking van het station van Figueras en van de bouw van de Spaanse hogesnelheidslijn uit Barcelona eindigde deze LGV-lijn uit Frankrijk van 2009 tot 2010 tegen buffers in de buurt van Figueras. Na de ingebruikname van station Figueras-Vilafant en de aanleg van een aansluitspoor vanuit dit station naar het Spaans breedspoornet konden sinds december 2010 niet enkel twee TGV's per dag doorrijden naar Figueras, maar bestond ook een aansluitende treindienst met Spaanse breedspoortreinen via het aansluitspoor, tot in 2013 ook de Spaans hogesnelheidslijn verder was afgewerkt.
De bouw aan de Spaanse kant van Barcelona tot Figueras liep vertraging op, zeker voor wat de normaalsporige tunnel onder Barcelona betreft. Op 8 januari 2013 is de HSL Figueras-Barcelona geopend, die op zijn beurt aansluit op de AVE naar Madrid. Alle internationale treinen uit Frankrijk waren aanvankelijk beperkt tot Figueras, daar het treinmaterieel aan weerszijden van de grens goedgekeurd moest worden. Daarnaast moest een internationaal commercieel exploitatieakkoord onderhandeld worden tussen de Franse en Spaanse spoorbedrijven. Wel werd in Figueras aansluiting gegeven op de AVE naar Madrid. Op 15 december 2013 werd een doorgaande internationale hogesnelheidsdienst ingevoerd met twee TGV's Parijs – Barcelona en drie AVE-treindiensten:
- Madrid – Barcelona – Marseille
- Barcelona – Toulouse
- Barcelona – Lyon

De Spaanse spoorwegen gebruiken een afwijkende spoorwijdte. Dit veroorzaakt een noodzakelijke vertraging aan de grens voor een overstap of een technische aanpassing aan de trein. De LGV naar Barcelona is op basis van de Europese spoorwijdte (normaalspoor) aangelegd, net zoals de overige Spaanse hogesnelheidslijn(en). Zo hoeft er niet omgespoord te worden. Dit maakt directe en snelle verbindingen vanuit de rest van Europa met Spanje mogelijk. De lijn wordt ook voor goederentreinen naar Barcelona gebruikt. In de toekomst zullen goederentreinen tot ver in Spanje kunnen doordringen, zonder dat de treinen omgespoord moeten worden naar breedspoor.
Het omleidingsproject voor Nîmes-Montpellier werd afgewerkt in 2017. Deze lijn zal door TGV's en goederentreinen gebruikt worden en een maximumsnelheid van 220 km/u hebben.